# Max Lewy
Max Lewy (* 5. März 1885 in Frankfurt am Main; † 23. Februar 1920 ebenda) war ein deutscher Medailleur.

## Leben
Max Lewy absolvierte eine Lehre zum Silberwarenarbeiter in der Silberwarenmanufaktur Lazarus Posen Witwe in Frankfurt am Main. Anschließend besuchte er die Kunstgewerbeschule Frankfurt/Main mit einem Stipendium der Rothschild-Stiftung. In der dortigen Ziselierklasse war er Schüler von Eduard Staniek und zeitweise sein Gehilfe.
1909 ermöglichte ihm die finanzielle Zuwendung eines Mäzens einen einjährigen Aufenthalt in Paris, den er zum Studium an der Académie Julian nutzte.
Lewy war auch als Bildhauer und Maler tätig.

## Werke (Auswahl)
Lewy gestaltete während des Ersten Weltkriegs Medaillen wie
- Medaille Ludwig Alfred Mayer, 1915[6]
- Porträtmedaille Ernst Justus Haeberlin, 70. Geburtstag, 1917 Bronzeguss, 70 mm[7]
- Porträtmedaille Heinrich Gottlieb Ludwig Reichenbach[8]
- Porträtmedaille Alexander Fiorino, Bronzegußmedaille von 1917[9]
- Hochzeitsmünze für Siegmund Rosenbaum und Dora Hamburger, Zuschreibung Max Levy,[10] 1914[11]
- Porträtmedaille Julius Schottländer[12]